# Садовник (фильм, 1987)
«Садовник» — советский художественный фильм 1987 года в жанре драма. Режиссёр — Виктор Бутурлин, студия «Ленфильм».

## Сюжет
Алексей Алексеевич Глазов, потомственный садовод, выращивает яблоки в колхозном саду, основанном его дедом. Он бесплатно высылал по почте просившим его людям черенки яблонь для прививки. За это ему пришлось давать показания следователю районной прокуратуры, так как его подозревали в незаконной торговле социалистической собственностью. Те деньги, что добровольно присылали ему люди, он отправлял обратно, и дело против него было закрыто.
Колхозу яблоневый сад был экономически невыгоден. На территории, которую занимал сад, хотели построить птицеводческий комплекс. Работников для уборки урожая выделяли с трудом, необходимого овощехранилища не было.
Глазов отдавал саду много сил, настолько, что жертвовал своим благополучием и благополучием своих близких. Двум его детям, которые жили в других местах со своими семьями, сад, как и колхозу, также был не нужен. Единственными людьми, для которых сад был значим, были свояк дяди Лёши — дядя Коля Стеклов — и немой подросток Санька.

## Создатели
- Автор сценария — Валерий Залотуха
- Режиссёр-постановщик — Виктор Бутурлин
- Оператор-постановщик — Владимир Васильев
- Художник-постановщик — Александр Загоскин
- Композитор — Альгирдас Паулавичус

### В ролях
- Олег Борисов — дядя Лёша Глазов (садовник)
- Лев Борисов — дядя Коля Стеклов (свояк дяди Лёши)
- Евгения Смольянинова — Тоня.
- Костя Юхов — Санька-немтырь (немой подросток)
- Варвара Шабалина — тётка Ирка (сестра Тони)
- Ирина Ракшина — Райка
- Виктор Бычков — Витёк (тракторист)
- Пётр Дроцкий — сын дядя Лёши
- Виктор Цепаев — первый председатель (Селиванов)
- Андрей Щепочкин — первый следователь
- Андрей Юренев — второй председатель
- Борис Войцеховский — второй следователь
- Вадим Лобанов — начальник

## Песни
В фильме звучат песни в исполнении Евгении Смольяниновой:
- На горе колхоз, под горой совхоз
- Краса ли моя красота…

и песни, в исполнении других певцов:
- Прощайте, скалистые горы — музыка Евгения Жарковского, стихи Николая Букина.
- Мы с тобой два берега у одной реки — исполняет Майя Кристалинская. Эта песня впервые прозвучала в советском кинофильме «Жажда» 1959 года. Музыка Андрея Эшпая, стихи Григория Поженяна.

Это единственный фильм, где вместе снимались братья Борисовы: Олег и Лев.

## Награды
- 1987 — профессиональная премия имени Григория Козинцева от киностудии «Ленфильм» и Ленинградского отделения Союза кинематографистов — режиссёру Виктору Бутурлину[2][3].
- 1987 — Всесоюзный кинофестиваль (ВКФ) «Молодость» в Киеве: приз имени Василия Шукшина — режиссёру Виктору Бутурлину и сценаристу Валерию Залотухе[3].
- 1992 — Международный кинофестиваль славянских и православных народов «Золотой витязь»: приз «Серебряный витязь» за лучший игровой фильм — режиссёру Виктору Бутурлину[3].